# Luby (Chyše)
Luby (německy Lub) jsou malá vesnice, část města Chyše v okrese Karlovy Vary v Karlovarském kraji. Nachází se asi čtyři kilometry jihovýchodně od Chyš. Luby leží v katastrálním území Čichořice o výměře 4,79 km².

## Historie
První písemná zmínka o Lubech pochází z roku 1379, kdy je Jaroslav Bořita získal jako dar k panství Medvědice. Roku 1421 byla vesnice vypálena husity. V polovině 15. století Luby patřily tepelskému klášteru a od 17. století k chyšskému panství. V roce 1766 ve vsi stál mlýn a hospoda.
Roku 1898 zničila povodeň ve vsi čtyři domy. Událost připomíná pomník z roku 1900. V osmdesátých letech 20. století se vesnice téměř vylidnila.

## Obyvatelstvo
Při sčítání lidu v roce 1921 zde žilo 56 obyvatel (z toho 28 mužů) německé národnosti a římskokatolického vyznání. Podle sčítání lidu z roku 1930 měla vesnice 46 obyvatel se stejnou národnostní a náboženskou strukturou.
|                                                                | 1869 | 1880 | 1890 | 1900 | 1910 | 1921 | 1930 | 1950 | 1961 | 1970 | 1980 | 1991 | 2001 | 2011 | 2021 |
| -------------------------------------------------------------- | ---- | ---- | ---- | ---- | ---- | ---- | ---- | ---- | ---- | ---- | ---- | ---- | ---- | ---- | ---- |
| Obyvatelé                                                      | 69   | 71   | 60   | 62   | 35   | 56   | 46   | 22   | 21   | 22   | 13   | 19   | 14   | 10   | 7    |
| Domy                                                           | 12   | 12   | 12   | 12   | 11   | 11   | 11   | 5    | —    | 5    | 5    | 4    | 4    | 4    | 4    |
| Počet domů z roku 1961 je zahrnut v domech místní části Chyše. |      |      |      |      |      |      |      |      |      |      |      |      |      |      |      |

## Obecní správa
Po zrušení patrimoniální správy se Luby staly částí Chyše. V letech 1854–1858 byly obcí, ale poté byly připojeny zpět k Chyši.[zdroj?] Při sčítání lidu v letech 1869–1950 Číhání bylo osadou obce Čichořice, se kterým patřilo nejprve do okresu Žlutice, ale v roce 1950 v okrese Podbořany. Od roku 1960 je opět částí města Chyše v okrese Karlovy Vary.

## Pamětihodnosti
- Kaple z roku 1869 na návsi

## Galerie

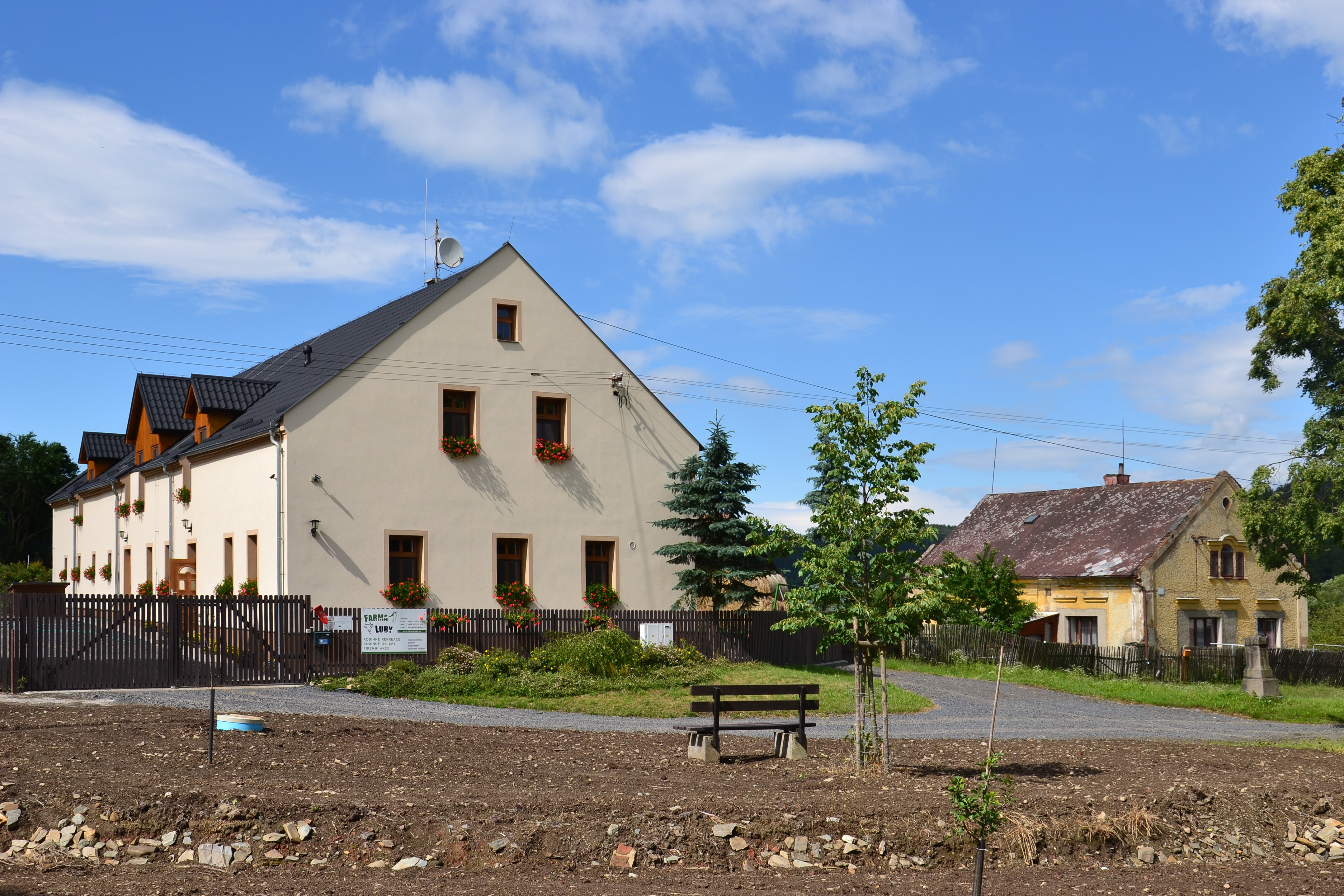
Náves s domem čp. 1
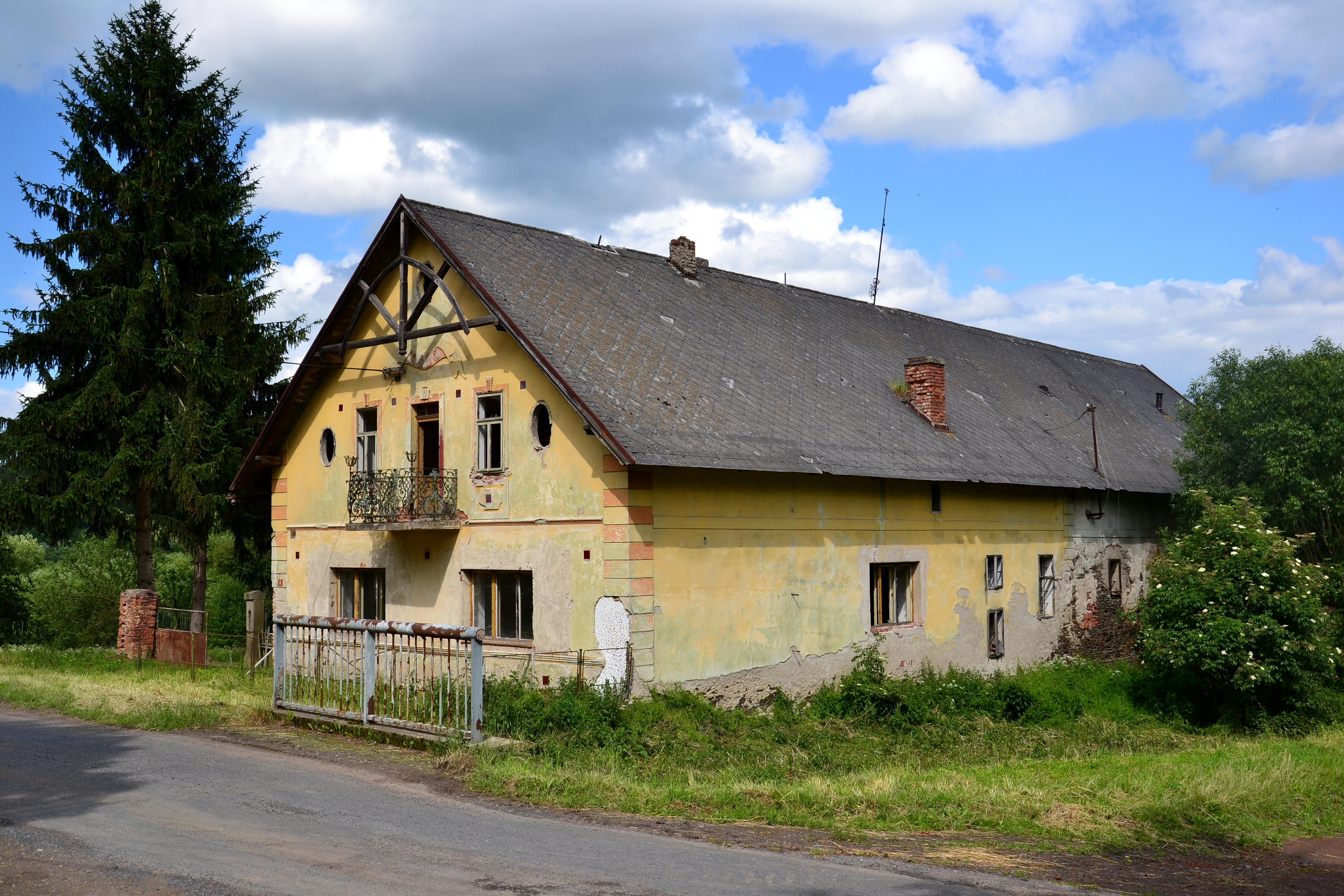
Opuštěný dům čp. 6
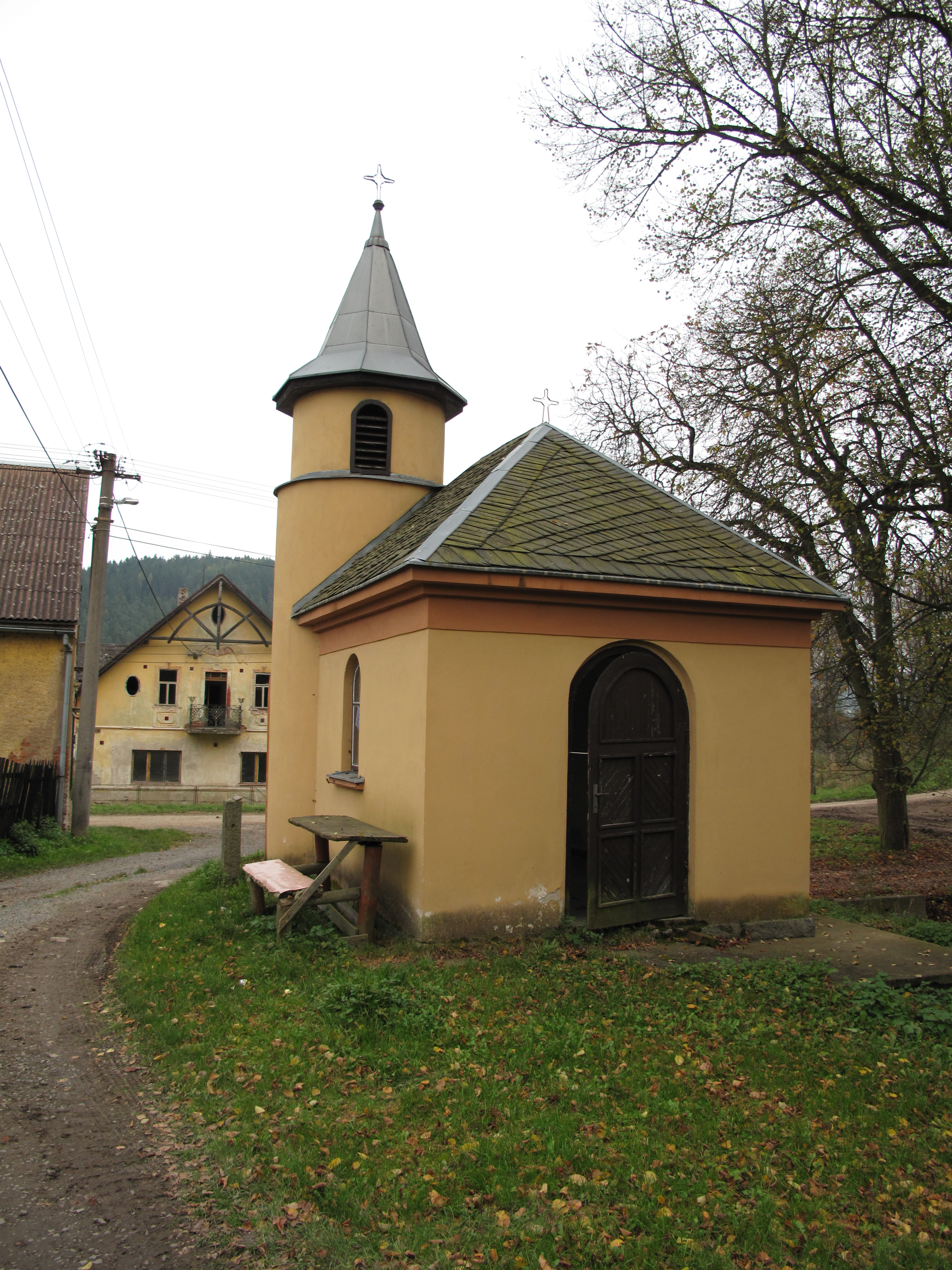
Kaple